# Нос, Иван Яремович
Ива́н Яре́мович Нос (укр. Іван Яремович Ніс; ум. 1715) — прилуцкий городовой атаман (1671—1672), казак, товарищ войсковой (1676), прилуцкий полковой обозный (1677), есаул (1685—1692), знатный товарищ войсковой (1692), полковой судья (1695—1703), снова обозный (1706—1708), полковник Прилуцкий (1708—1714), генеральный судья (1714—1715). Свояк прилуцкого полковника Дмитрия Горленко, имел определённое влияние на наказного полковника Прилуцкого полка Трофима Троцину в критический момент взятия войсками Русского царства Батурина. Помог русским войскам взять резиденцию гетмана Мазепы.

## Биография
Сын Носовского (в составе Киевского полка) городового атамана Яремы Носа. О юных годах Ивана Носа ничего не известно. О том, что отец его - Ярема Нос - был атаманом Носовки в 1678 году, имеется упоминание в документе, который приводит историк Александр Лазаревский в «Обозрении Румянцевской описи Малороссии». Это - купчая, описанная Лазаревским так: 

Купчая 1678 г., по которой перед Федором Шаулою, сотником Носовским, Яремою Носом, атаманом городовым и при проч. старшине Миско Лисица положил сознание, иж продал грунт свой Мазновский, лежачий на Вербове, зятю своему Панну Мунтяну за коп. осмнадцать личбы литовской
В 1708 году Нос фактически сорвал мобилизацию боеспособного Прилуцкого полка, в целом сохранившего верность Генеральному Совету и гетману Ивану Мазепе. Измена Носа казацкому делу документально засвидетельствована в царской жалованной грамоте на «чин полковничий» (дня 14 ноября 1708 года), предоставленной ему за то, что он «противу наших, Ц. В. ратных великоросийских людей не бился и там (за тое) бит был, окован и посажен» (прикован к пушке).
Во время осады Меншиковым Батуринского замка Нос отправил в русский лагерь сотника Остапа Соломаху, который указал осаждавшим тайный вход в Батурин. Александр Лазаревский характеризует Носа как человека, умевшего «прислуживаться у властных людей и заслуживать у них особыя милости». Впрочем, особым уважением у московских чиновников Нос не пользовался. Русский «государев министр» при гетмане Иване Скоропадском Ф. Протасьев писал о Носе в апреле 1713 года в официальном рапорте: «Прилуцкой [полковник] — глуп и таков стар, что уже ис памяти выжил, и сказывают, что ему более ста лет».

## Семья
Жена - Анастасия Ракович (? - †1721) - сестра прилуцкого полкового писаря Раковича, в первом браке была за Иваном Белецким, "правобережным" выходцем.
Дети - Степан Иванович Носенко (? - † до 1724) и Мелания Ивановна Нос (? - ?) - первым браком за Иваном Быстрановским, вторым браком за Тимофеем Радичем (1651 - 1709), войсковым товарищем, владельцем села Гирявки.
Среди потомков Ивана Носа — известный писатель Павел Белецкий-Носенко ; потомки рода Лащинских — адмирал Михаил Лащинский; историк Александр Лазаревский; юрист Николай Лазаревский.

## Имения
В 1679 году получил универсал Прилуцкого полковника Дмитрия Чернявского на село Голубовку. 25 августа 1687 года получил получил гетманский универсал, а в 1702 году (1692) получил царскую грамоту на то же село, Прилуцкой полковой сотни.
19 июля 1692 года получил от прилуцкого полковника Дмитрия Горленко универсал на село Щуровку , иваницкой сотни. 3 декабря 1695 года получил гетманский универсал на то же село.
В ранге генерального судьи Нос владел селом Липовым , красноколядинской сотни